# احتياطات العمود الفقري
احتياطات العمود الفقري (بالإنجليزية: Spinal precautions)‏، والمعروفة أيضًا باسم تثبيت العمود الفقري (بالإنجليزية: spinal immobilization)‏،أو تقييد حركة العمود الفقري (بالإنجليزية: spinal motion restriction)‏، هي جهود لمنع حركة العمود الفقري في أولئك الذين لديهم خطر إصابة العمود الفقري، يتم ذلك كمسعى لمنع إصابة الحبل الشوكي، تشير التقديرات إلى أن 2% من الأشخاص المصابين بصدمات حادة سوف يعانون من إصابة العمود الفقري.

## الاستخدامات
تاريخيا كان التثبيت يستخدم بشكل روتيني للأشخاص الذين عانوا من الصدمات الجسدية، ومع ذلك، يوجد القليل من الأدلة للاستخدام الروتيني، غالبًا ما تستخدم ألواح العمود الفقري الطويلة في بيئة ما قبل دخول المستشفى كجزء من تثبيت العمود الفقري، بسبب المخاوف من الآثار الجانبية، توصي الرابطة الوطنية لأطباء الخدمات الطبية الطارئة، والكلية الأمريكية للجراحين باستخدامه فقط في الأشخاص المعرضين لخطر كبير، ويشمل ذلك: الأشخاص الذين يعانون من صدمة حادة والذين لديهم مستوى منخفض من الوعي أو الألم أو إيلام في العمود الفقري، والذين يعانون من الخدر أو الضعف الذين يُعتقد أنهم ناجمون عن إصابة في العمود الفقري وأولئك الذين يعانون من آلية صدمة كبيرة يتم تسممها أو إصابات كبيرة أخرى، أيضًا في أولئك الذين يعانون من الشلل الثابت لإصابة الحبل الشوكي يوصى أيضًا.

### تثبيت العنق
لا توجد أدلة عالية الجودة على تثبيت العنق قبل الوصول إلى المستشفى، إن استخدام طوق العنق الصلب وربط الشخص بنقالة الخدمات الطبية الطارئة قد يكون كافياً لدى أولئك الذين كانوا يمشون بعد الحادث أو أثناء عمليات النقل الطويلة، بالنسبة لأولئك الذين يعانون من اختراق في الرقبة أو صدمات الرأس، قد يزيد تثبيت العمود الفقري من خطر الوفاة، إذا كان التنبيب مطلوبًا، فينبغي إزالة طوق العنق وتوفير الاستقرار.

### تثبيت الظهر المتوسط والمنخفض
لا يتم الأخذ بتثبيت العمود الفقري في إصابات الأختراق إلى الخلف بما في ذلك الجروح الناجمة عن طلقات الرصاص.

### ترخيص العمود الفقري العنقي

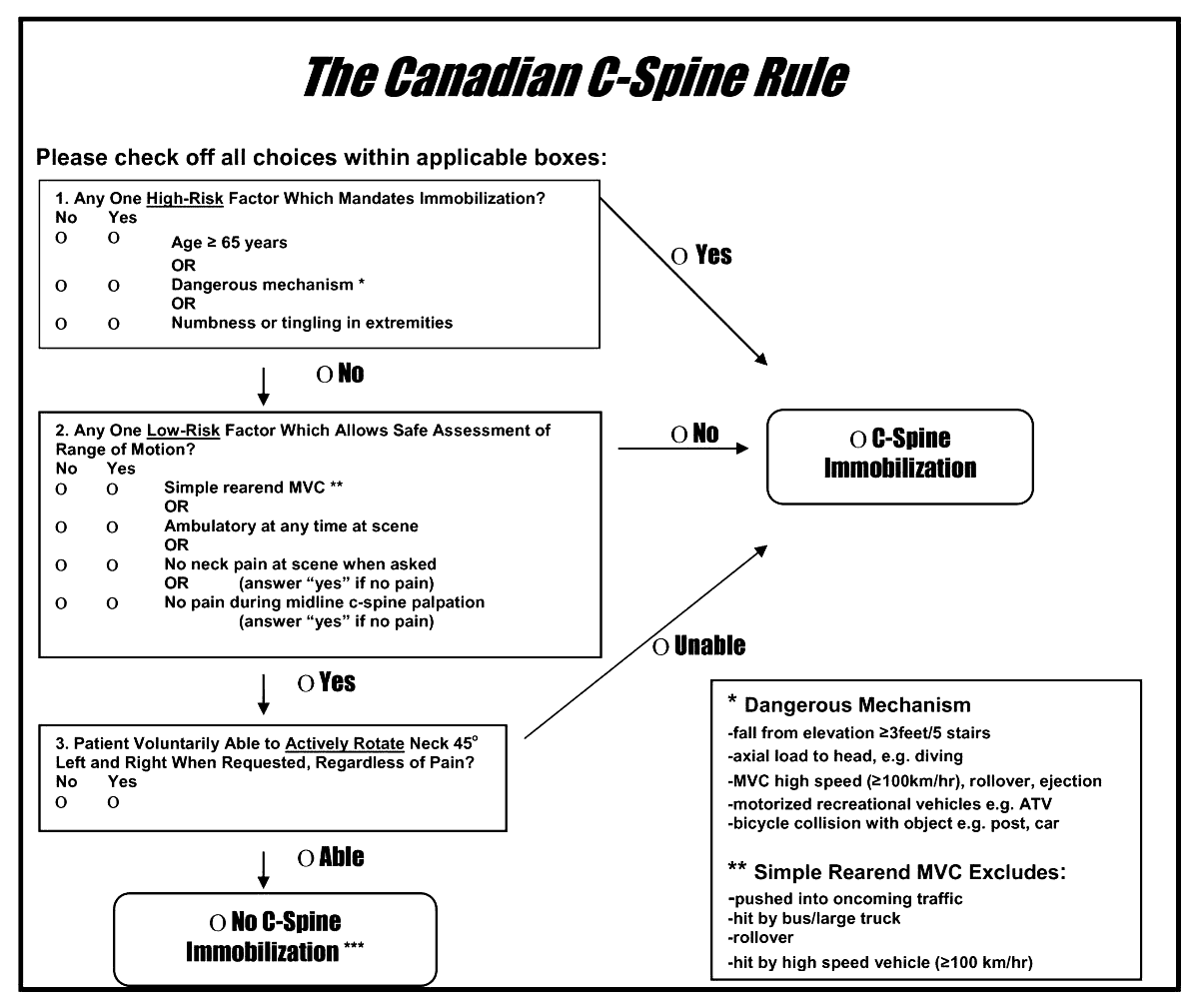
قاعدة العمود الفقري العنقي الكندية لأولئك مع مقياس غيبوبة غلاسكو الطبيعي والذين حالتهم مستقرة

المسعفون قادرون على تحديد بدقة من يحتاج أو لا يحتاج إلى تثبيت العنق بناءً على خوارزمية، هناك نوعان من الخوارزميات الرئيسية، قاعدة العمود الفقري العنقي الكندي و نيكسس، ويبدو أن قاعدة العمود الفقري الكندي أفضل، ومع ذلك، بعد أي قانون هو معقول.

## الآثار الجانبية
خذ بعين الاعتبار استخدام ما يلي: الألم، والإثارة، وقرحة الضغط، مراجعة منهجية وجدت تقرحات الجلد ذات الصلة بطوق العنق من الأجهزة في 7 إلى 38 ٪.
إذا تم استخدام لوح طويل، من المفيد استخدام الوسادة لتخفيف الشعور بعدم الراحة بسبب الضغط، فراش الخلائي ونقالة مرضى عادة ما يؤدي إلى انخفاض الضغط.

## آلية العمل
لقد وجدت الدراسات التي أجريت مع المتطوعين أن استخدام طوق صلب، وثبات للرأس مع مناشف ملفوفة، ولوح شوكي طويل وتقليل حركة اللوح. التأثير هذا غير واضح.